# Крістоф Кербра
Крістоф Кербра (фр. Christophe Kerbrat, нар. 2 серпня 1986, Брест) — французький футболіст, захисник, півзахисник клубу «Генгам».

## Ігрова кар'єра
У дорослому футболі дебютував 2005 року виступами за команду п'ятого французького дивізіону «Стад Плабеннесуа», в якій провів шість сезонів. За цей час піднявся з командою до третього дивізіону, ставши її основною «зіркою».
До складу клубу «Генгам» приєднався 2011 року. Відтоді встиг відіграти за команду з Генгама 101 матч в національному чемпіонаті.

## Досягнення
- Володар Кубка Франції: 2013/14